# Calzadilla de los Barros

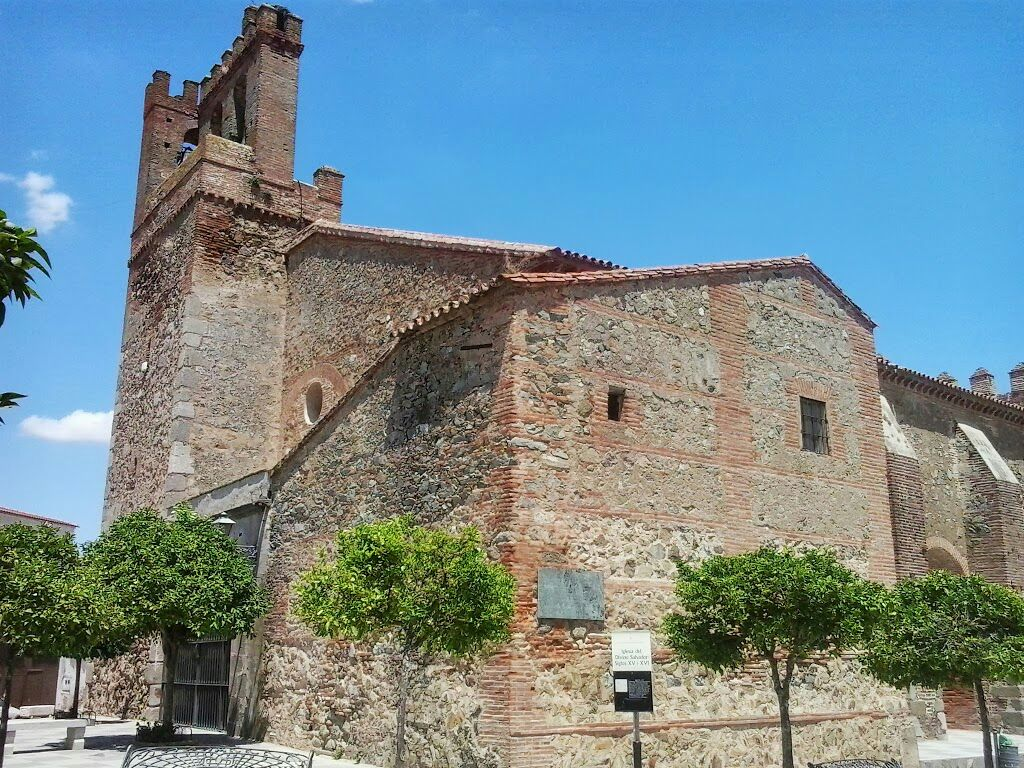
Iglesia del Divino Salvador

Calzadilla de los Barros ist ein südwestspanischer Ort und eine Gemeinde (municipio) mit 685 Einwohnern (Stand: 2024) im Süden der Provinz Badajoz in der Autonomen Gemeinschaft Extremadura. Der Ort liegt an der schon in der Antike bekannten, im Mittelalter jedoch hauptsächlich als Pilgerweg (camino) nach Santiago de Compostela genutzten Via de la Plata.

## Lage und Klima
Der etwa 558 m hoch gelegene Ort Calzadilla de los Barros liegt an der Verbindungsstraße zwischen Sevilla (ca. 120 km südlich) und Mérida (ca. 92 km nördlich). Ca. 34 km trennen den Ort von der östlich gelegenen sehenswerten Kleinstadt Llerena. Das Klima ist gemäßigt bis warm; Regen (ca. 695 mm/Jahr) fällt überwiegend im Winterhalbjahr.

## Bevölkerungsentwicklung
| Jahr      | 1857 | 1900 | 1950 | 2000 | 2021 |
| Einwohner | 1199 | 1193 | 1619 | 848  | 721  |

Aufgrund der zunehmenden Mechanisierung der Landwirtschaft, der Aufgabe bäuerlicher Kleinbetriebe („Höfesterben“) und dem daraus entstandenen Mangel an Arbeitsplätzen wanderten viele Familien und Einzelpersonen seit der Mitte des 20. Jahrhunderts in die größeren Städte ab („Landflucht“).

## Wirtschaft
An erster Stelle im Wirtschaftsleben der Gemeinde steht traditionell die ursprünglich zur Selbstversorgung betriebene Landwirtschaft. Auf den Feldern wurden Weizen, Gerste, Wein etc. kultiviert; die Hausgärten lieferten Gemüse und später auch Kartoffeln und Tomaten. Heute werden in den ausgedehnten Steineichenwäldern Schweine gehalten, deren Schinken zu Jamón Ibérico weiterverarbeitet werden.

## Geschichte
Der Ort liegt an der bereits in der Antike genutzten Handels- und Militärstraße der Via de la Plata, die von Hispalis (Sevilla) über Emerita Augusta (Merida) nach Asturica Augusta (Astorga) führte. Westgotische und selbst maurische Spuren fehlen. Im Jahr 1242 wurden der im 13. Jahrhundert erstmals urkundlich erwähnte Ort und sein Umland durch Truppen Ferdinands III. von Kastilien zurückerobert (reconquista) und anschließend mit Christen aus dem Norden der Iberischen Halbinsel wiederbesiedelt (repoblación). In dieser Zeit wandelte sich der alte Handelsweg zu einem Pilgerweg zum Grab des Apostels Jakobus in Santiago de Compostela. Das Gebiet stand lange Zeit unter der Verwaltung des Santiagoordens, dessen regionales Zentrum in der ca. 30 km östlich gelegenen Kleinstadt Llerena lag.

## Sehenswürdigkeiten
Die einschiffige Iglesia del Divino Salvador ist ein Bau aus der Zeit um 1500. Die äußerlich eher unscheinbar aussehende Kirche ist größtenteils aus Bruchsteinen gemauert und zeigt insgesamt einen deutlichen Wehrcharakter (Zinnen, hochgelegene Fenster). Das etwa 15 m breite tonnengewölbte Langhaus führt zu einer fensterlosen polygonal gebrochenen Apsis, in der eines von nur wenigen gotischen Altarretabeln (retablos) im Süden Spaniens erhalten ist. Das vermutlich vom in Zafra wohnenden Meister Antón de Madrid gefertigte Retabel enthält 28 Tafelbilder mit Szenen aus dem Leben und Leiden Christi. Es ist das einzig erhaltene Werk des Künstlers.